# Faucons Sogéa FC
El Faucons Sogéa Football Club és un club de futbol gabonès de la ciutat de Libreville.
Va ser fundat el 1993 com a Sogéa FC. El 2013 adoptà el nom Faucons Sogéa FC.

## Palmarès
- Fou finalista de Copa els anys 2005, 2007, 2009.[6]